# 平遥县抗日民主政府旧址
平遥县抗日民主政府旧址位于山西省晋中市平遥县东泉镇彭坡头村（山西省历史文化名村）。2015年，平遥县政府投资修缮平遥抗日民主政府旧址，辟为平遥县抗日民主政府纪念馆，占地面积3000余平方米。
2011年11月30日，平遥县抗日民主政府旧址公布为平遥县文物保护单位，分类为近现代重要史迹及代表性建筑。2017年12月命名为“山西省国防教育基地”。